# Двенадцатый игрок (футбольный приз)
«Двенадцатый игрок» — ежесезонный переходящий приз, вручаемый лучшим клубным болельщикам Российской футбольной Премьер-Лиги.

## О конкурсе
Начиная с сезона 2010 среди болельщиков клубов Российской футбольной Премьер-Лиги, с учётом матчей СОГАЗ — Чемпионата России по футболу, проводится конкурс «Двенадцатый игрок», организатором проведения которого выступает НП «РФПЛ».
Главная цель конкурса — выявить самых лучших клубных болельщиков Премьер-Лиги.
Победитель конкурса определялся исходя из официальной статистики штрафов КДК за правонарушения со стороны болельщиков команд клубов Премьер-Лиги при подготовке и проведении матчей СОГАЗ — Чемпионата России по футболу и общего количество болельщиков, присутствовавших на играх.
При подсчете сумма штрафов делилась на количество зрителей команды, присутствовавших на матче, и полученная сумма (в перерасчете на каждого болельщика) стала основным критерием при определении места команды в таблице конкурса. В каждом последующем туре сумма штрафов и количество зрителей прибавлялись к данным предыдущего тура и снова делились друг на друга.
При расчете количества зрителей команд использовались официальные данные, взятые из рапортов делегатов соответствующих матчей, а денежных штрафов — из протоколов заседаний КДК.
Если вместо денежного штрафа использовалась такая санкция, как перенос матча в другой город, при расчете это наказание приравнивалось к штрафу в 750000 руб., а проведение матча без зрителей — в 1000000 руб

## Первые хозяева
Победителем конкурса в чемпионате России по футболу сезона 2010 стал футбольный клуб «Томь». По итогам сезона томскому клубу, болельщики которого оказались самыми дисциплинированными в Росгосстрах чемпионате России по футболу сезона 2010, вручен специальный приз — Кубок «Двенадцатый игрок» и годовой запас «Pepsi».

### 2010
Сообщение, опубликованное на официальном сайте «Томи»:
Футбольный клуб «Томь» благодарит своих болельщиков за поддержку. Уважаемые болельщики, вы в очередной раз доказали, что Томск — культурный город.

### 2012
Генеральный директор футбольного клуба «Томь» Юрий Степанов:
— Хочу от всей души поблагодарить и поздравить наших болельщиков с очередной победой в этом престижном конкурсе. Результаты нынешнего «12-го игрока» не только в очередной раз показали то, как умеют и любят болеть за свою команду в Томске, но и то, что томичам действительно близки проблемы клуба. Очень радует, что понимая все те неприятности, с которыми мы столкнулись в завершившемся сезоне 2011/12, болельщики продемонстрировали хорошую дисциплину и не добавили к и без того немалым расходам необходимость выплачивать серьезные штрафы.
Надеюсь, что, несмотря на вылет из элитного дивизиона, томские любители футбола будут и дальше столь же горячо поддерживать «Томь», оправдывая абсолютно справедливое звание лучших болельщиков России и помогая нашим футболистам решать самые высокие спортивные задачи.

## Обладатели приза
- Краснодар (4): 2012/13, 2013/14[4][5], 2015/16[6], 2018/19[7][8]
- Томь (2): 2010[9], 2011/12[10]
- Уфа (1): 2014/15
- Урал (1): 2019/20[11]